# Восточное (Астраханская область)
Восточное — село в Икрянинском районе Астраханской области. Бывший административный центр сельского поселения Восточный сельсовет, в которое также входит село Джамба.

## География
Село Восточное расположено менее, чем в 16 километрах к северо-западу от села Икряное (районный центр), на пространстве, ограниченном на юге ериком Кисин, на севере и востоке ильменем Голга. Расстояниедо районного центра по автодорогам составляет 16 километров.

## История
Село Восточный Кисин (Кисин — Шарбурбя) степной части Приволжского района, возникло в конце 30-х годов XX века из 3-х поселений «лиманных» калмыков — тургутов, занимавшихся рыболововством.
Сохранена уникальная традиционная культура населения. Астраханскими учеными (к немалой зависти элистинских) здесь был записан, зафиксирован 22 июня 1986 года и опубликован ежегодный ритуал, имеющий древность 3-4 тыс. лет — «поклонения возвышенности и духам — хозяевам», с «лиманным вариантом» — «жертвы земле и воде» («газр — усн аваа»).
В мае 1944 года в связи со Сталинской депортацией калмыцкого населения село Восточный Кисин было переименовано в село Восточное. Административно село вошло в состав Приволжского района Астраханской области. В августе 1944 года в соответствии с распоряжением Совета народных комиссаров СССР № 10420 от 12.05.1944 г. в селе был организован лечхоз «Пальмин» и переселены семьи лепробольных и больных негативной формой проказы, проживавших на территории Астраханской области. Лечхоз «Пальмин» являлся подсобным хозяйством лепробольных больных и являлся закрытой территорией.
С 1961 года село входит в состав Икрянинского района Астраханской области.
До 1962 года в селе находился детский дом для здоровых детей из семей больных лепрой. В 1962 году детский дом был закрыт, дети возвращены в семьи, территория перестала быть закрытой, так как больные уже не представляли опасности для окружающих. В этом году лечхоз «Пальмин» преобразовывается в откормочный совхоз «Восточный».

## Население
| 2002 | 2010 |
| ---- | ---- |
| 787  | ↘767 |

Население имеет многонациональный состав.

## Достопримечательности
В 0,7 км к западу от села Восточное на правом берегу ерика Кисин расположен памятник истории — Грунтовый могильник «Кисинский» 1 тыс. лет н. э., который принят на охрану Постановлением Главы администрации Астраханской области от 22.11.2000 г № 496.

## Фотогалерея

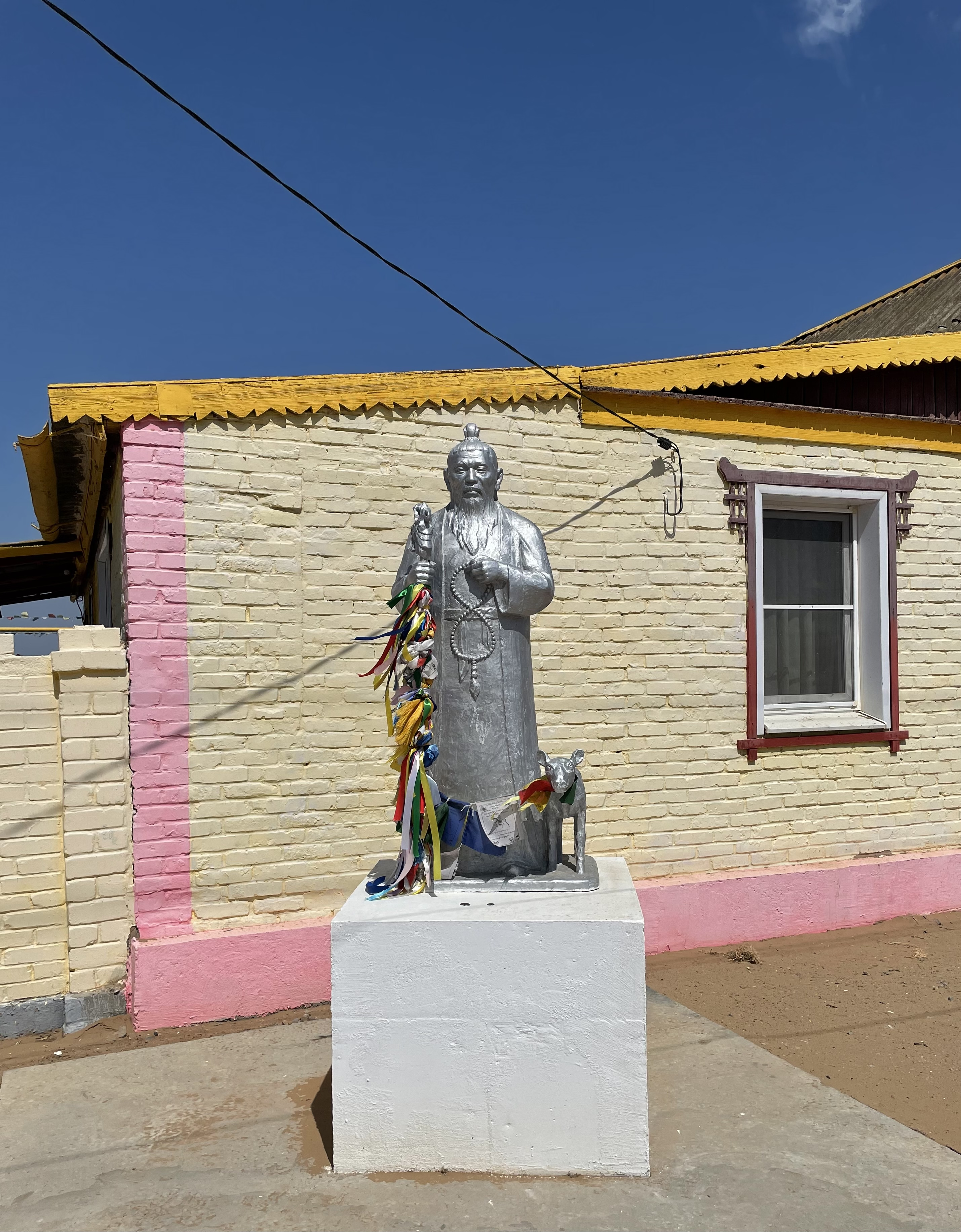
Статуя на территории хурула
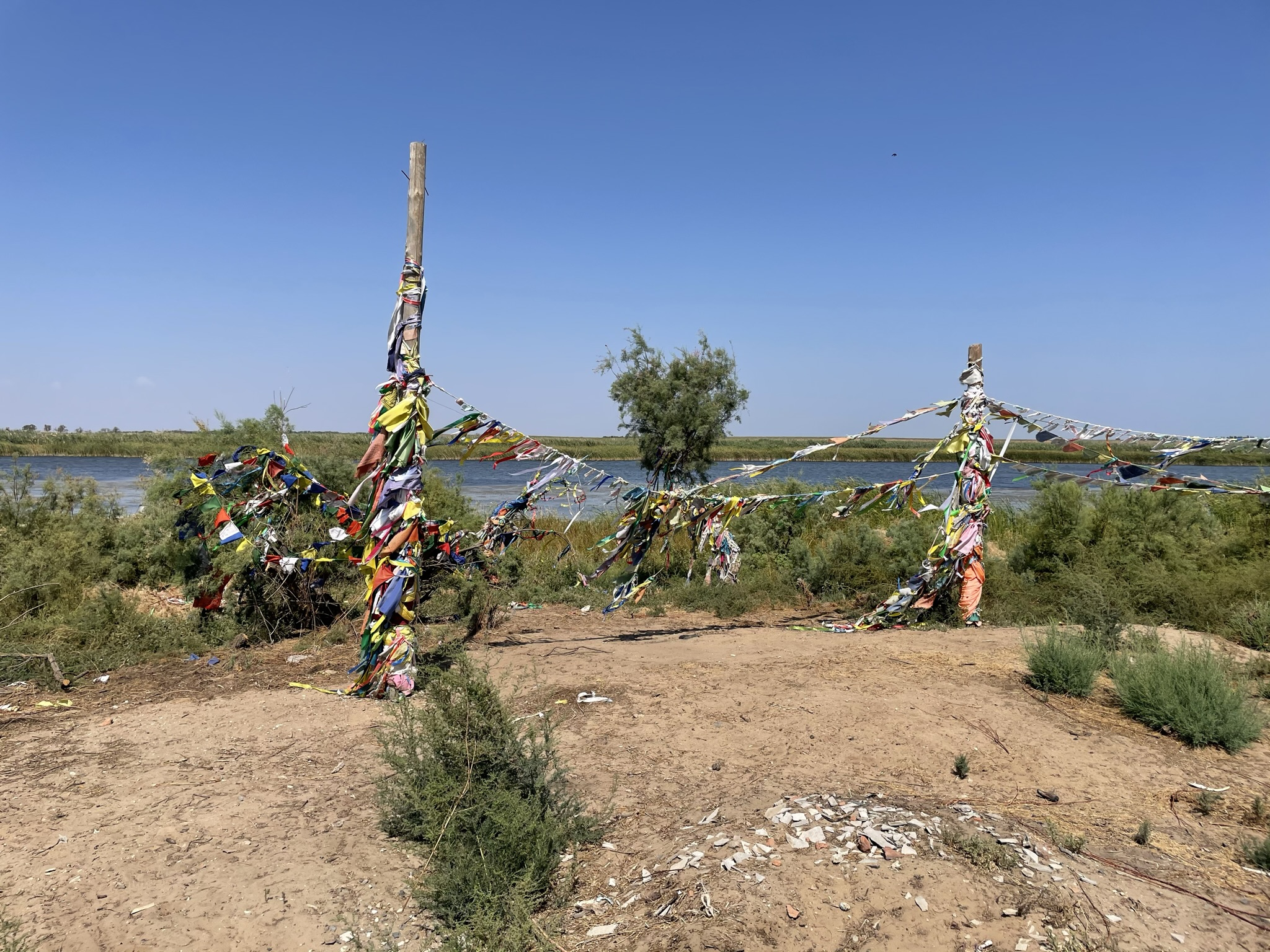
Буддийские флажки и ленты на берегу ильменя Голга
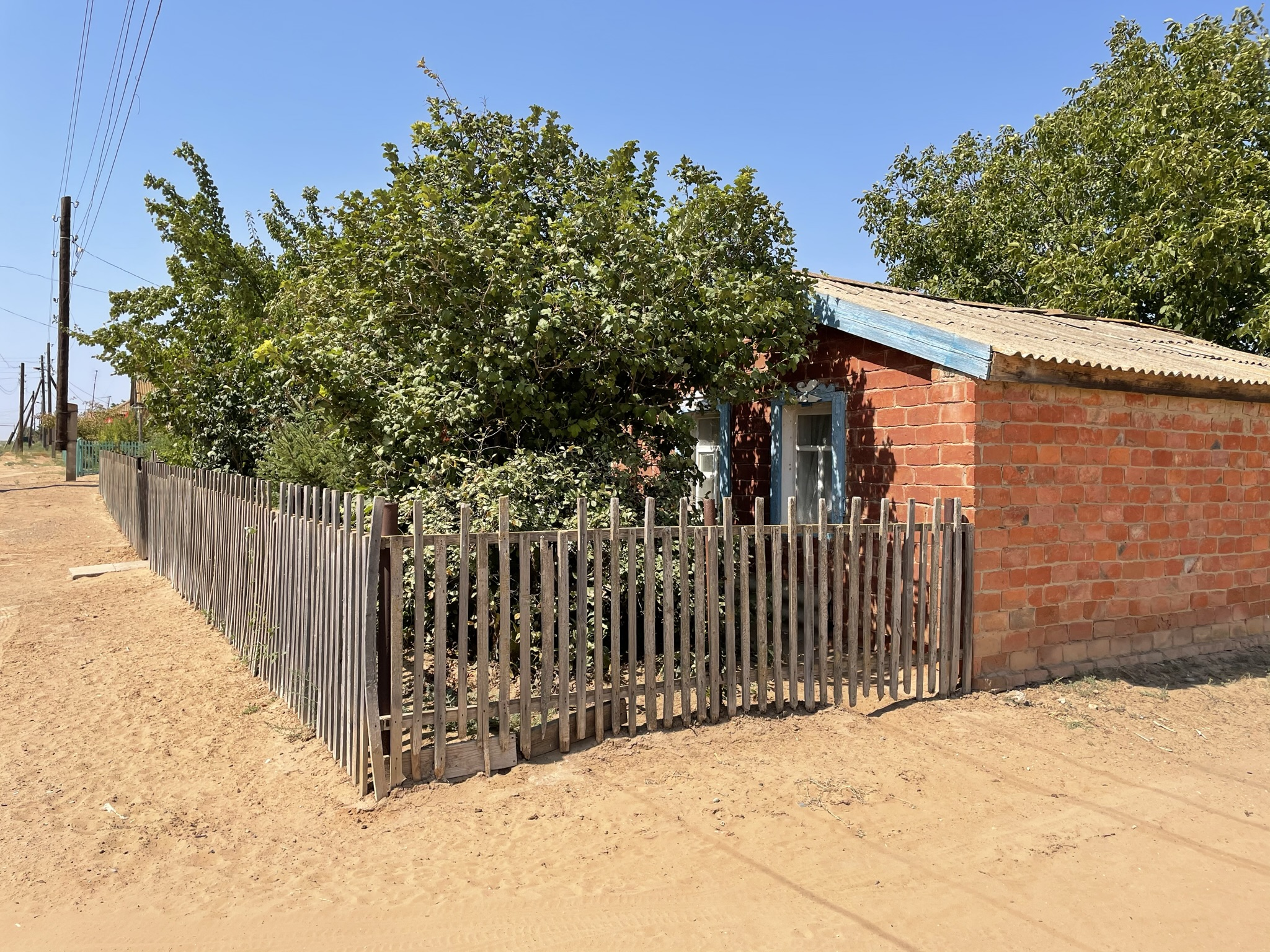
Жилой дом на улице Мира
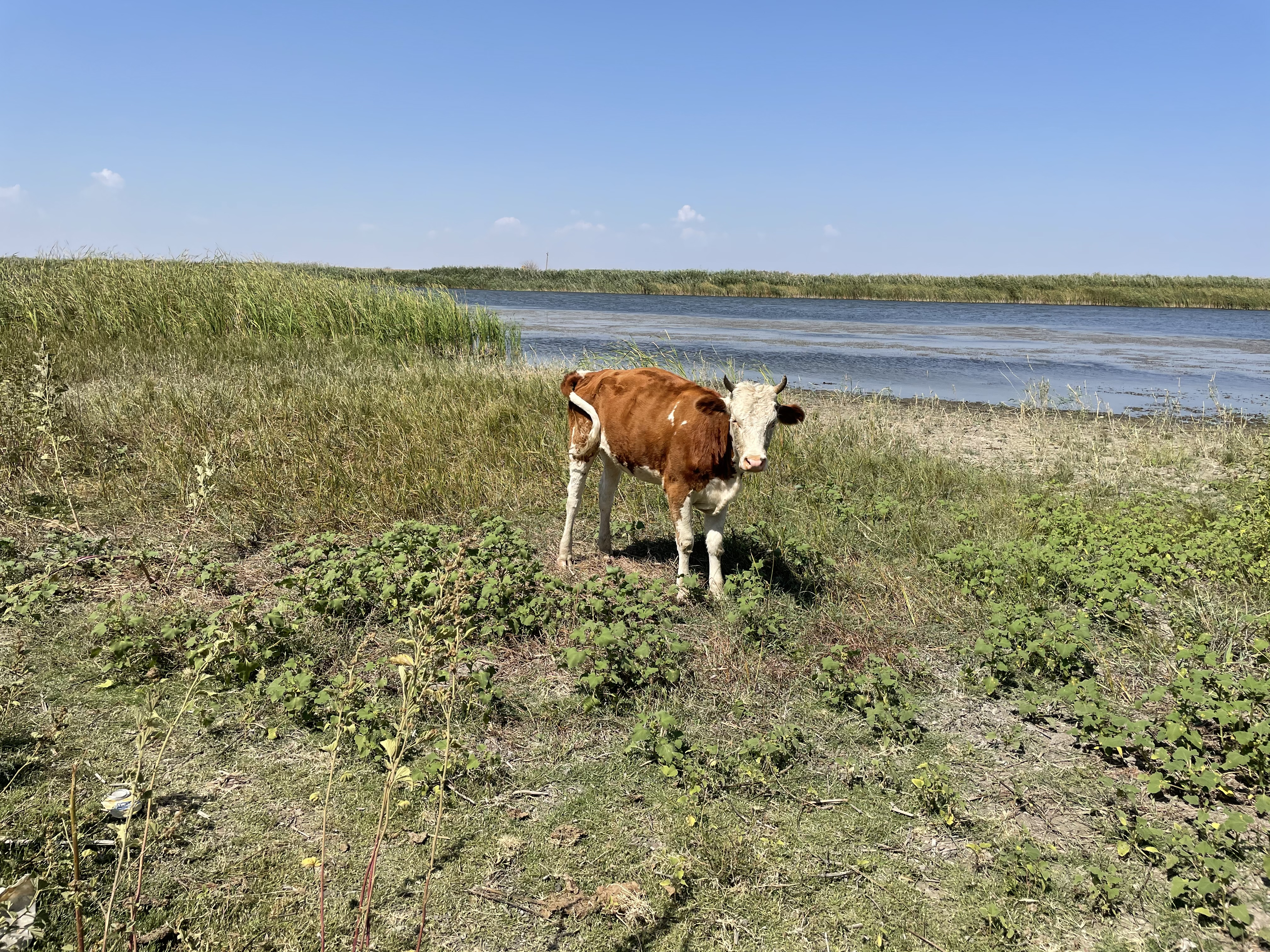
Ильмень Голга